# Arenaria calycina
Arenaria calycina là loài thực vật có hoa thuộc họ Cẩm chướng. Loài này được Poir. mô tả khoa học đầu tiên năm 1789.